# 루이 1세 드 플랑드르 백작
루이 1세(Louis I, 1304년경-1346년 8월 26일)는 플랑드르 백작(재위: 1322년-1346년), 느베르 백작(루이 2세 또는 루이 드 느베르, 재위: 상동), 르테르 백작(루이 2세, 재위: 1328년-1346년)이다. 부친은 플랑드르 백작 로베르 3세의 장남인 느베르 백작 루이 1세이다. 모친은 르테르 백작 위그 4세의 딸인 잔이다.

## 생애
1322년 7월 22일 부친이, 9월 17일 할아버지가 잇따라 죽고 1328년에 모친도 사망함에 따라서 느베르, 플랑드르, 르테르를 모두 상속했다. 그러나 플랑드르에서는 모직물 공업으로 경제가 발전한 도시가 영주의 권력을 위협하게 되었다. 친프랑스 성향의 루이 1세와 달리 플랑드르의 여러 도시는 잉글랜드에서 양모를 수입했기 때문에 친잉글란드, 반프랑스 성향을 보였고 양측의 관계는 긴장되었다.
1336년 잉글랜드가 경제 제재로 플랑드르에 양모 수출을 멈추면서 플랑드르는 불황에 빠졌다. 1337년 백년 전쟁이 시작되자 루이 1세는 프랑스에 주었으나 헨트의 상인  야코프 판 아르테벨더는 헨트, 브뤼허, 이퍼르의 세 도시와 함께 봉기하였다. 1338년 잉글랜드 왕 에드워드 3세도 플랑드르에 상륙했고 루이 1세는 1339년 프랑스로 망명했다. 사실상 플랑드르를 확보한 아르테벨더는 당초 중립이었지만 , 1339년 양모 수출 재개를 대가로 잉글랜드와 동맹을 맺었다. 이를 승낙한 에드워드 3세도 1340년 헨트에서 프랑스 왕을 선언하였고 플랑드르와 잉글랜드의 유대는 강화되었다.
1345년 아르테벨더가 내부 항쟁으로 암살되자 루이 1세는 6년 만에 플랑드르로 복귀할 수 있었지만, 이듬해인 1346년 크레시 전투에서 프랑스에 가세했다가 전사했다. 뒤를 이은 아들 루이 2세는 도시 반란을 수습하고 잉글랜드로 다가가면서 세력 확장을 꾀했다.

## 가족
1320년 프랑스 왕 필리프 5세의 둘째 딸 마르그리트와 결혼하여 1남을 얻었다.
- 루이 2세 (1330년-1384년)

## 참고 문헌
- 森田安一編『新版世界各国史14 スイス・ベネルクス史』山川出版社、1998年。
- 城戸毅『百年戦争―中世末期の英仏関係―』刀水書房、2010年。
- 佐藤賢一『ヴァロワ朝 フランス王朝史2』講談社（講談社現代新書）、2014年。